# Ініціатива «Відкриті архіви»
Ініціатива відкритих архівів (англ. Open Archives Initiative) — це організація, що розробляє та просуває стандарти інтероперабельності з метою ефективного поширення електронних ресурсів, а також підвищення доступності до наукової інформації. Ініціатива дозволяє людям (постачальникам послуг) збирати метадані (у постачальників даних). І ці метадані використовують для надання "додаткових послуг", часто комбінуючи різні набори даних.   
Згідно з технологією, що пропонує OAI, передбачається матеріалізована інтеграція у єдиному репозиторії не самих інформаційних ресурсів, що цікавлять користувачів, а представлених певним стандартним чином метаданих, що описують колекції інформаційних ресурсів джерел даного архіву і окремі елементи колекцій. Збір таких метаданих для репозиторія здійснюється згідно зі спеціально розробленим протоколом Open Archives Initiative – Protocol for Metadata Harvesting (ОАІ-PMH). Протокол дозволяє автоматизовано отримувати дані про матеріали, розміщені всумісних репозитаріях, для подальшого об’єднання та обробки.
OAI бере участь у розробці технологічної бази та стандартів інтероперабельності для розширення доступу до архівів електронних публікацій, які роблять доступними наукові комунікації, такі як академічні журнали, пов'язані з рухом за відкритий доступ до видавничої справи. Відповідні технології та стандарти застосовуються не лише в науковій видавничій справі. 
Метадані, якими обмінюються програми за протоколом AOI-PMH, відповідають стандарту Дублінського ядра. 
Фінансування ініціативи здійснюється Фондом Ендрю В. Меллона (Andrew W. Mellon Foundation), Коаліцією за мережеву інформацію (Coalition for Networked Information), Федерацією цифрових бібліотек, Національним науковим фондом, Фондом Альфреда Слоана та іншими організаціями.